# Пепеляна сряда
Пепеляна сряда е свещен християнски ден на молитва и пост. Пепеляната сряда получава името си от поставянето на пепел (като белег, с формата на кръст) върху челото на участниците или от думите „Покайте се и вярвайте в Евангелието“ или от изречението „Помни, че си пръст и в пръстта ще се върнеш“.  Пепелта се приготвя чрез изгаряне на палмови листа от миналогодишните празници на Цветница.
Пепеляна сряда традиционно се отбелязва от западните християни. Спазва се предимно от католици в римския обред, лутерани, моравци, англикани, методисти, назаряни, както и от мнозина от реформаторската традиция (включително конгрегационалистките, континенталните реформирани и презвитериански традиции).  Много християни посещават специални църковни служби. 

Той се предшества от Дебел вторник и се пада на първия ден от Великия пост (шестте седмици на покаяние преди Великден). Тъй като е първият ден на Великия пост, практикуващите християни отбелязват началото му като отправят молитва с посвещение и дават обет за въздържание до Великден.

## Библейско значение на пепелта
Пепелта е използвана в древни времена за изразяване на скръб. Когато Тамар е изнасилена от своя полубрат, „тя поръси главата си с пепел, раздра дрехата си и със заровено лице в ръцете си отиде плачейки“ (2 Книга на Самуил 13:19 - в Танах, в Християнската Библия - в Царства 2). Жестът е използван и за изразяване на скръб за грехове и грешки. Пепелта може да бъде символ на старото грешно аз (личност), което умира и се връща в прахта. В Книга на Йов 42:5 – 6 Йов казва на Бог: „Чух за теб със слуха на ухото, но сега окото ми те вижда. Затова се отвращавам от себе си и се разкайвам в пръст и пепел." Пророк Йеремия призовава за покаяние, като казва: „Дъще на народа ми, препаши се с вретище, търкаляй се в пепелта“ (Ер. 6:26). Пророк Даниил разказва моленето към Бога: „Обърнах се към Господа Бога, като се молех с усърдна молитва, с пост, вретище и пепел“ (Даниил 9:3). Точно преди периода на Новия завет, бунтовниците, борещи се за еврейската независимост, Макавеите, се подготвят за битка с помощта на пепел: „В този ден те постеха и носеха вретище, поръсиха главите си с пепел и раздраха дрехите си“ (1 Макавеи 3:47); виж също: 4:39).
Източноправославната църква по принцип не спазва Пепеляна сряда; вместо това православният Велик пост започва на Чисти понеделник.  Има обаче малък брой православни християни, които следват западния обред; те честват Пепеляна сряда, макар и често на различен ден от споменатите по-рано деноминации, тъй като датата му се определя от православното изчисление на Великден, което може да бъде до 1 месец по-късно от западното честване.

## Галерия
- Полска картина от 1881 г. на римокатолически свещеник, който поръсва с пепел главите на поклонници, формата, преобладаваща, например, в Италия, Испания и части от Латинска Америка [8]
- Свещеник благославя пепелта
- Свещеник отбелязва кръст от пепел на челото на поклонник, преобладаващата форма в англоезичните страни. [8]
- Дякон изгаря палмови листа от предишната Цветница за Пепеляна сряда
- Полагане на пепел по време на лутеранска литургия в Пепеляна сряда, 2017 г
- Военноморски въздушен офицер получава пепел от военен свещеник на борда на кораб на ВМС на САЩ, 2011 г.
- Полагане на пепел в католическата църква Saint-Pierre-le-Jeune, Страсбург, 2014 г.
- Жена получава кръст от пепел на Пепеляна сряда пред епископална църква, 2015 г.
- Методистки пастор, раздаващ пепел на конфирмантите, коленичили пред олтара, 2016 г.
- Лутерански пастор раздава пепел на богомолец по време на Божествена служба, 2017 г
- Епископалната катедрала „Света Мария“ в Мемфис, Тенеси на Пепеляна сряда 2011 г. Забуленият олтарен кръст и лилавите одежди са обичайни по време на Великия пост.